# Jugoslovanski partizani
Jugoslovanski partizani (uradno ime Narodnoosvobodilna vojska in partizanski odredi Jugoslavije, kratica NOV in POJ, hrvaško Narodnooslobodilačka vojska i partizanski odredi Jugoslavije, makedonsko Народноослободилетна војска и партизански одреди на Југославија, srbsko Народноослободилачка војска и партизански одреди Југославије) je bil naziv vseh vojaških formacij in enot, udeleženih v narodnoosvobodilnem boju. NOV in POJ so organizirali leta 1942 iz partizanskih gibanj okupirane Jugoslavije. Glavni namen ob ustanovitvi NOV in POJ je bil poenotiti in uskladiti delovanje vseh partizanskih enot v vsej Jugoslaviji, ki so bile do tedaj podrejene štabom, ki so pokrivale posamezne države. 1. marca 1945 na novo oganizirali v Jugoslovansko armado.

## Poimenovanje
Zaradi številnih reorganizacij je med vojno večkrat spremenila ime:
- Narodnoosvobodilni partizanski odredi Jugoslavije (NOPOJ) (Narodnooslobodilački partizanski odredi Jugoslavije, Народноослободилачки партизански одреди Југославије, NOPOJ/НОПОЈ): julija 1941 (1.PO Sisak RH) - januar 1942,
- Narodnoosvobodilna partizanska in prostovoljna vojska Jugoslavije (NOP in PVJ)  (Narodnooslobodilačka partizanska i dobrovoljačka vojska Jugoslavije, Народноослободилачка партизанска и добровољачка војска Југославије, NOP I DVJ/НОП И ДВЈ: januar 1942 - november 1942,
- NOV in POJ: november 1942 - 1. marec 1945.

## Mednarodno priznanje NOG (narodnoosvobodilno gibanje)
Prizadevanja za mednarodno priznanje NOG so bila dolga in naporna, prvenstveno pa odvisna od interesov zaveznikov. KPJ je imela stalne zveze s Kominterno, po njeni ukinitvi pa s Stalinom. Navodila Kominterne ali Stalina je upoštevala, vendar ne v celoti.
Z zahodnimi zavezniki je NOG vzpostavilo stike šele maja 1943, ko so prišle k vrhovnemu štabu NOV in POJ prve zavezniške misije. Pred tem so zahodni zavezniki podpirali četnike. Kmalu je temu sledila tudi vojaška pomoč.
Od II. zasedanja Avnoja je imela Jugoslavija dvojne državne organe.
- V Jugoslaviji se je oblikovala nova revolucionarna oblast, ki so jo podpirali pripadniki vseh jugoslovanskih narodov, a mednarodno ni bila priznana.
- Begunska vlada v Londonu je imela podporo zaveznikov, a ni imela oblasti (moči) v Jugoslaviji.

Zavezniki so skušali rešiti tak položaj, zato so od teheranske konference naprej priznavali kot del zavezniških sil partizansko vojsko v Jugoslaviji, hkrati pa vztrajali, da morata obe vladi sodelovati med seboj.
Junija 1944 sta se na otoku Vis sestala Josip Broz - Tito in predsednik begunske vlade Ivan Šubašič. V skladu s sklenjenim sporazumom o sodelovanju je nastala preureditev kraljeve vlade, v kateri več ni bilo ljudi, ki so sodelovali z okupatorjem. Preurejena kraljeva vlada je skrbela za prehrano in delo predstavništev v tujini ter organizirala pomoč partizanski vojski. Kraljeva vlada je priznala narodne in demokratične dosežke AVNOJ-a kot zakonodajnega organa in izrekla priznanje partizanski vojski. Odločitev o obliki povojne Jugoslavije sta prepustila času.
Sredi avgusta 1944 sta se v Italiji sestala Tito in Churchill. Tito je obljubil, da v Jugoslaviji ne bo uporabil vojaške sile za uvedbo komunizma. Konec avgusta 1944 je kralj razrešil Dražo Mihailovića, vodjo četnikov.
Novembra 1944 je bil sprejet dogovor Tito - Šubašič, s katerim so bila zagotovljena osnovna demokratična načela: osebna svoboda, svoboda veroizpovedi in vesti, govora, tiska, združevanja, lastnine in zasebne pobude.
Zaradi pritiskov tako iz Moskve kot iz Londona so se pogovori med NKOJ-em in emigrantsko vlado nadaljevali in pripeljali do 7. marca 1945 ustanovljene enotne začasne vlade DFJ s Titom na čelu. Avnoj so razširili s tistimi poslanci iz poslednje predvojne skupščine, ki niso sodelovali z okupatorjem.
Začasna vlada naj bi zastopala program enotne narodne fronte, njena poglavitna naloga pa je bila pripraviti volitve v ustavodajno skupščino. Že aprila pa je na osnovi podpisane pogodbe o prijateljstvu in sodelovanju med Jugoslavijo in SZ ameriški tisk pisal o Jugoslaviji kot o državi - sovjetskem satelitu, v kateri je bila uvedena komunistična diktatura.
S spremembami, ki jih je načrtno uvajala KPJ med 2. svetovno vojno, si je ustvarila pogoje za prevzem oblasti v povojnem času. Kot najpomembnejši organizator odpora je imela prevlado v vojaških, političnih in represivnih organih, kar ji je omogočilo, da je postopno gradila socializem po sovjetskem vzoru. Nastajati je začel enopartijski državno-centralistični sistem, začela se je kolektivizacija, nacionalizacija in nastajanje državne lastnine.

## Organizacija
NOV in POJ je bila organizirana po teritorialnem načelu. Vsaka republika (Slovenija, Hrvaška, Bosna in Hercegovina, Srbija in Črna gora) je imela lasten glavni štab, ki je bil podrejen vrhovnemu štabu. Vrhovni štab je odrejal naloge državnim štabom in koordiniral medsebojno delovanje.
Številčna sestava NOV in POJ je bila po letih naslednja:
- 1941 - 80.000
- 1942 - 150.000
- 1943 - 230.000
- 1944 - 320.000
- 1945 - 650.000[1].

## Formacije in enote
- seznam korpusov NOVJ
- seznam divizij NOVJ
- seznam brigad NOVJ
slovenske partizanske brigade
- partizanski odredi Jugoslavije
slovenski partizanski odredi